# Bülent Ersoy
Bülent Ersoy (Istanbul, 9 de juny de 1952) és una cantant i actriu turca transgènere. És coneguda com una de les cantants més populars de la música turca, sobrenomenada Diva pels seus fans. Ersoy té molts èxits famosos com 'Ümit Hırsızı" (lladre de l'esperança), "Geceler" (nits), "Beddua" (maledicció), "Maazallah" (Déu no ho permeti), "Biz Ayrılamayız" (no podem trencar), " Sefam olsun" (I Enjoy Myself) i "Bir Tanrıyı bir de beni sakın unutma" (Never Forget God and Me). Ersoy ha publicat més de trenta àlbums fins ara i s'ha fet un nom a la història de la música turca.

## Discografia
- Konser 1 (1976)
- Konser 2 (1977)
- Orkide 1 (1978)
- Orkide 2 (1979)
- Beddua (1980)
- Yüz Karası (1981)
- Mahşeri Yaşıyorum (1982)
- Ak Güvercin (1983)
- Düşkünüm Sana (1984)
- Yaşamak İstiyorum (1985)
- Suskun Dünyam (1987)
- Biz Ayrılamayız (1988)
- Anılardan Bir Demet (1988)
- İstiyorum (1989)
- Öptüm (1990)
- Bir Sen, Bir De Ben (1991)
- Ablan Sana Kurban Olsun (1992)
- Sefam Olsun (1993)
- Akıllı Ol (1994)
- Benim Dünya Güzellerim (1996)
- Alaturka 95 (1995)
- Maazallah (1997)
- Alaturka 2000 (2000)
- Canımsın (2002)
- Aşktan Sabıkalı (2011)
- "Veda Makami'" (previst pel 2016)

## Filmografia
- Sıralardaki Heyecan (1976)
- Ölmeyen Şarkı (1977)
- İşte Bizim Hikayemiz (1978)
- Beddua (1980)
- Yüz Karası (1980)
- Acı Ekmek (1984)
- Asrın Kadını (1985)
- Tövbekar Kadın (1985)
- Benim Gibi Sev (1985)
- Efkarlıyım Abiler (1986)
- Yaşamak İstiyorum 1 (1986)
- Yaşamak İstiyorum 2 (1986)
- Kara Günlerim (1987)
- Biz Ayrılamayız (1988)
- İstiyorum (1989)